# Gustavo Rombys
Gustavo Rombys Aguilera (Paysandú, 4 de abril de 1961) es un político uruguayo que pertenece al Movimiento de Liberación Nacional - Tupamaros (MLN-T) e integra el Movimiento de Participación Popular (MPP), Frente Amplio. Durante la legislatura comprendida entre el 15 de febrero de 2010 y el 1 de marzo de 2015 se desempeñó como representante nacional por el departamento de Paysandú.

## Biografía
Gustavo Rombys nació el 4 de abril de 1961 en Paysandú, departamento en el cual reside actualmente.
Realizó sus estudios primarios en la Escuela Nº 8 J.F. Kennedy, y secundarios en la UTU de Paysandú, donde cursó el bachillerato en Administración de Empresas.

## Trayectoria política
Rombys comenzó a militar activamente como dirigente sindical del frigorífico FRICASA ubicado en Paysandú.
En el año 1989 fue cofundador del Movimiento de Participación Popular Paysandú, en el cual, desde esa fecha, es militante activo.
Desde 1990 hasta 1995 fue nombrado secretario de la bancada de ediles del Frente Amplio en la Junta Departamental de Paysandú. Posteriormente, en el período 2000-2005 fue elegido edil departamental.
En las elecciones nacionales del 31 de octubre de 2004 resultó elegido diputado suplente, circunstancia en la cual participó activamente en las actividades parlamentarias.
Nuevamente, en las elecciones nacionales de octubre de 2009, el Frente Amplio obtiene una banca  en la cámara de diputados, la cual fue ganada por el Espacio 609, cuya lista encabezaba Rombys, que  finalmente asume como representante Nacional el 15 de febrero de 2010.
En la cámara de diputados integra la Comisión de Defensa Nacional y la Especial para el Seguimiento de la Situación Carcelaria.
También forma parte de la Dirección Departamental del MPP- Paysandú e integra la Mesa Departamental del Frente Amplio de Paysandú. Milita en el comité de base José Fagúndez.